# A Diamond in the Rough (film, 1911)
Pour les articles homonymes, voir A Diamond in the Rough.
Pour plus de détails, voir Fiche technique et Distribution.
A Diamond in the Rough est un film muet américain réalisé par Francis Boggs et sorti en 1911.

## Fiche technique
- Réalisation : Francis Boggs
- Scénario : Francis Boggs
- Production : William Nicholas Selig
- Dates de sortie : 
  -  États-Unis : 4 décembre 1911

## Distribution
- Sydney Ayres
- Herbert Rawlinson
- Fred Huntley
- Nick Cogley
- George Hernandez
- Bessie Eyton
- Anna Dodge
- Leo Christal Bell